# Persone di nome Marvin
| Questa pagina contiene informazioni ricavate automaticamente dalle voci biografiche con l'ausilio del template Bio e di un bot. L'aggiornamento è periodico e automatico e ricostruisce completamente la pagina. Se manca una persona in questa lista, sei pregato di non aggiungerla, ma accertati piuttosto che la sua voce biografica contenga il template Bio e che i dati anagrafici siano correttamente compilati. Se il template Bio manca, inseriscilo tu stesso o, in alternativa, metti l'avviso {{tmp\|Bio}} che ne segnala la mancanza. Se i dati riportati sono sbagliati, correggi direttamente la voce biografica; le modifiche saranno visibili in questa lista entro pochi giorni. Per chiarimenti vedi il progetto antroponimi. La lista contiene solo le 136 persone che sono citate nell'enciclopedia e per le quali è stato implementato correttamente il template Bio. Pagina aggiornata al 16 ott 2024. |

Questa è una lista di persone presenti nell'enciclopedia che hanno il prenome Marvin, suddivise per attività principale.

## Allenatori di calcio(3)
- Marvin Bartley, allenatore di calcio e ex calciatore inglese (Reading, n. 1986)
- Marvin Compper, allenatore di calcio e ex calciatore tedesco (Tubinga, n. 1985)
- Marvin Rodríguez, allenatore di calcio e calciatore costaricano (San José, n. 1934 - † 2017)

## Allenatori di football americano(1)
- Marv Levy, allenatore di football americano statunitense (Chicago, n. 1925)

## Allenatori di pallacanestro(1)
- Marv Harshman, allenatore di pallacanestro statunitense (Eau Claire, n. 1917 - Tacoma, † 2013)

## Antropologi(1)
- Marvin Harris, antropologo statunitense (New York, n. 1927 - Gainesville, † 2001)

## Arbitri di pallacanestro(1)
- Mendy Rudolph, arbitro di pallacanestro statunitense (Filadelfia, n. 1926 - New York, † 1979)

## Artisti marziali misti(1)
- Marvin Vettori, artista marziale misto italiano (Trento, n. 1993)

## Attori(6)
- Marvin Benhaïm, attore francese (n. 1991)
- Marvin Kaplan, attore e sceneggiatore statunitense (Brooklyn, n. 1927 - Burbank, † 2016)
- Marvin Linke, attore tedesco (Hannover, n. 1992)
- Marvin Loback, attore statunitense (Tacoma, n. 1896 - Los Angeles, † 1938)
- Marvin Miller, attore statunitense (Saint Louis, n. 1913 - Los Angeles, † 1985)
- Murvyn Vye, attore statunitense (Quincy, n. 1913 - Pompano Beach, † 1976)

## Biblisti(1)
- Marvin R. Wilson, biblista statunitense (Stoneham, n. 1935)

## Canottieri(1)
- Marvin Stalder, canottiere statunitense (Riverside, n. 1905 - Kerrville, † 1982)

## Cantautori(1)
- Marvin Gaye, cantautore, produttore discografico e arrangiatore statunitense (Washington, n. 1939 - Los Angeles, † 1984)

## Cestisti(18)
- Marvin Alexander, ex cestista statunitense (Memphis, n. 1966)
- Marvin Bagley, cestista statunitense (Tempe, n. 1999)
- Marvin Barnes, cestista statunitense (Providence, n. 1952 - Providence, † 2014)
- Marvin Clark, cestista statunitense (Kansas City, n. 1994)
- Marvin Delph, ex cestista statunitense (Conway, n. 1956)
- Marv Huffman, cestista statunitense (New Castle, n. 1917 - Akron, † 1983)
- Marvin Jefferson, cestista statunitense (Gardena, n. 1986)
- Marvin Jones, cestista statunitense (Chicago, n. 1993)
- Marvin Ogunsipe, cestista austriaco (Vienna, n. 1996)
- Marvin Omuvwie, cestista tedesco (Berlino, n. 1997)
- Marvin Phillips, cestista statunitense (Jacksonville, n. 1983)
- Marv Roberts, ex cestista statunitense (Brooklyn, n. 1950)
- Mickey Rottner, cestista statunitense (Chicago, n. 1919 - Chicago, † 2011)
- Marv Schatzman, cestista statunitense (St. Louis, n. 1927 - St. Louis, † 2006)
- Marvin Webster, cestista statunitense (Baltimora, n. 1952 - Tulsa, † 2009)
- Marvin Williams, ex cestista statunitense (Bremerton, n. 1986)
- Marvin Willoughby, ex cestista tedesco (Amburgo, n. 1978)
- Marv Winkler, ex cestista statunitense (Indianapolis, n. 1948)

## Compositori(2)
- Marvin Hamlisch, compositore, musicista e direttore d'orchestra statunitense (New York, n. 1944 - Los Angeles, † 2012)
- Marvin Levy, compositore statunitense (Passaic, n. 1932 - Fort Lauderdale, † 2015)

## Drammaturghi(1)
- Neil Simon, drammaturgo e sceneggiatore statunitense (New York, n. 1927 - New York, † 2018)

## Fisici(1)
- Marvin Leonard Goldberger, fisico statunitense (Chicago, n. 1922 - La Jolla, † 2014)

## Giocatori di calcio a 5(1)
- Marvin Mejicanos, ex giocatore di calcio a 5 guatemalteco (n. 1962)

## Giocatori di football americano(14)
- Marvin Austin, giocatore di football americano statunitense (Washington, n. 1989)
- Marvin Fuchs, giocatore di football americano tedesco (n. 1998)
- Marvin Harrison Jr., giocatore di football americano statunitense (Filadelfia, n. 2002)
- Marvin Harrison, ex giocatore di football americano statunitense (Filadelfia, n. 1972)
- Marvin Jones, giocatore di football americano statunitense (Fontana, n. 1990)
- Marvin Jones, ex giocatore di football americano e allenatore di football americano statunitense (Miami, n. 1972)
- Mychal Kendricks, giocatore di football americano statunitense (Fresno, n. 1990)
- Marvin Lewis, ex giocatore di football americano e allenatore di football americano statunitense (McDonald, n. 1958)
- Marvin McNutt, ex giocatore di football americano e allenatore di football americano statunitense (St. Louis, n. 1989)
- Marvin Mims, giocatore di football americano statunitense (Frisco, n. 2002)
- Marvin Mitchell, giocatore di football americano statunitense (Norfolk, n. 1984)
- Marvin Powell, giocatore di football americano statunitense (Fort Bragg, n. 1955 - † 2022)
- Marvin Sims, ex giocatore di football americano statunitense (Columbus, n. 1957)
- M.J. Stewart, giocatore di football americano statunitense (Arlington, n. 1995)

## Giornalisti(1)
- Marvin Levy, pubblicista statunitense (New York City, n. 1928)

## Matematici(1)
- Marvin Minsky, matematico e informatico statunitense (New York, n. 1927 - Boston, † 2016)

## Musicisti(2)
- Marvin Jouno, musicista, compositore e regista francese (Saint-Brieuc, n. 1984)
- Marvin Matyka, musicista tedesco (Amburgo, n. 1997)

## Nuotatori(1)
- Marvin Burns, nuotatore e pallanuotista statunitense (Santa Ana, n. 1928 - † 1990)

## Operai(1)
- Marvin Heemeyer, operaio statunitense (Dakota del Sud, n. 1951 - Granby, † 2004)

## Pentatleti(1)
- Marvin Dogue, pentatleta tedesco (Ludwigshafen am Rhein, n. 1995)

## Piloti motociclistici(1)
- Marvin Fritz, pilota motociclistico tedesco (Mosbach, n. 1993)

## Produttori cinematografici(1)
- Marvin Worth, produttore cinematografico e sceneggiatore statunitense (Brooklyn, n. 1925 - Los Angeles, † 1998)

## Pugili(3)
- Marvin Hart, pugile statunitense (Louisville, n. 1876 - Fern Creek, † 1931)
- Marvin Johnson, ex pugile statunitense (Indianapolis, n. 1954)
- Marvin Sonsona, pugile filippino (General Santos City, n. 1990)

## Rapper(3)
- Fredo, rapper britannico (Queen's Park, n. 1994)
- Tony Yayo, rapper statunitense (New York, n. 1978)
- Young MC, rapper britannico (Wimbledon, n. 1967)

## Registi(1)
- Marvin J. Chomsky, regista statunitense (New York, n. 1929 - Santa Monica, † 2022)

## Scenografi(1)
- Marvin March, scenografo statunitense (n. 1930 - † 2022)

## Sciatori alpini(1)
- Marvin Ackermann, ex sciatore alpino tedesco (n. 1991)

## Scrittori(1)
- Marvin H. Albert, scrittore e sceneggiatore statunitense (Filadelfia, n. 1924 - Mentone, † 1996)

## Storici dell'architettura(1)
- Marvin Trachtenberg, storico dell'architettura e critico d'arte statunitense (Tulsa, n. 1939)

## Trombettisti(1)
- Marvin Stamm, trombettista statunitense (Memphis, n. 1939)

## Velocisti(3)
- Marvin Anderson, velocista giamaicano (n. 1982)
- Marvin Bracy-Williams, velocista e giocatore di football americano statunitense (Orlando, n. 1993)
- Marvin René, velocista francese (Caienna, n. 1995)

## Wrestler(1)
- Marvin Lambert, wrestler statunitense (Last Chance, n. 1977 - † 2012)

## Senza attività specificata(1)
- Marvin Hinton,  inglese (Londra, n. 1940)